# Star Warschronologie
Dit artikel toont een overzicht van de chronologische gebeurtenissen uit het Star Wars-universum, inclusief het Star Wars Expanded Universe.

## Tijdrekening
De tijdrekening is een manier voor Star Wars-fans om de gebeurtenissen van het fictieve Star Wars-universum bij te houden in een tijdrekening die geconcentreerd is rond de Slag om Yavin (zie Star Wars: Episode IV: A New Hope). Er wordt gebruikgemaakt van Before Battle of Yavin, BBY, vóór de Slag bij Yavin en After Battle of Yavin, ABY, na de Slag bij Yavin. 50 BBY komt dus eerder dan 5 BBY, maar 50 ABY is later dan 5 ABY. Een beetje zoals men op aarde rekent met "Voor Christus" en "Na Christus".
Het verslaan van het Keizerrijk (de Slag bij Endor) wordt ook weleens gebruikt als "jaar 0", maar is veel minder in gebruik.
Deze manier van tijdrekening, wordt eigenlijk vooral door de Rebellen en de Nieuwe Republiek gebruikt. Het Galactische Keizerrijk gebruikte de Great Resynchronization van 35 BBY, of de datum van wanneer de Keizer de troon besteeg (19 BBY). De Galactische Republiek begon te tellen vanaf de Reformatie van Ruusan in 1000 BBY.
Een standaard Galactisch Jaar is gebaseerd op een jaar op Coruscant, dat 368 standaard dagen duurt en waarbij een standaard dag zo lang duurt als een dag op Coruscant, zijnde 24 uur. Het bestaat uit 10 maanden plus het Festival van Yule.

### Tijdmetingen in het Star Wars Universum
- 1 jaar = 368 dagen
- 1 jaar = 10 maanden + 3 festivalweken + 3 vakantiedagen
- 1 maand = 7 weken
- 1 maand = 35 dagen
- 1 week = 5 dagen
- 1 dag = 24 uur
- 1 uur = 60 minuten

## Voor deSlag om Yavin

### De pre-Republikeinse Era
- -7,5 miljard: Ontstaan van het heelal.
- -5 miljard: Ontstaan van het melkwegstelsel van Star Wars.
- -100.000: De planeet Coruscant wordt nu geheel in beslag genomen door haar hoofdstad, die later bekend zal staan als de Galactische Stad. 
Het volk van de Sith ontwikkelt zich op de planeet Korriban. 
De Jedi ontstaan.
- -95.000: De laagste niveaus van Coruscant zien voor de laatste maal echt zonlicht.
- -49.000: De Rakata brengen een groots imperium tot stand en introduceren de hyperdrive in het Melkwegstelsel.
- -28.000: Na een burgeroorlog breekt er een epidemie uit die enkel de Rakata treft. Hun imperium gaat ten onder.
- -27.000: Menselijke kolonisten landen op Alderaan.

### Tijdperk van de oude Republiek
- -25.200: Steeds meer groepen personen in het melkwegstelsel leren de Kracht te gebruiken. Velen keren zich angstig van hen af. 
De Killiks worden gedwongen Alderaan te verlaten en trekken richting de Onbekende Regionen.
- -25.130: Begin van de regering van Xim de Despoot.
- -25.100: Xim sneuvelt tijdens gevechten met de Hutts bij Vontor, waarbij zijn tirannieke regering wordt beëindigd.
- -25.000: Heruitvinding van de hyperdrive. 
De Verenigingsoorlogen vinden plaats.
Door middel van het ondertekenen van de Galactische Constitutie worden de Galactische Republiek en de Jedi Orde gevormd. Coruscant wordt de hoofdstad der Republiek.
- -24.500: Het Eerste Grote Schisma: burgeroorlog tussen de Jedi, uitgebroken wanneer enkelen van hen tot de Duistere Kant vervallen.
- -24.400: De Dark Jedi, ook wel bekend als de Legioenen van Lettow, verliezen de oorlog en worden verbannen. 
Voor het eerst wordt een profetie gedaan over een uitverkorene, die de Kracht weer in balans zal brengen.
- -9990: Uitvinding van het lichtzwaard.
- -8000: De Republiek koloniseert de planeet Malastare. In de loop der eeuwen nemen de Gran-kolonisten er de dominante positie van de inheemse Dugs over.
- -7000: Het Tweede Grote Schisma. Hiermee beginnen de Honderd Jaren van Duisternis.
- -6900: Einde van de Honderd Jaren van Duisternis. De verslagen Dark Jedi vluchtten naar Korriban, waar ze The Sith Empire opbouwen, wat tweeduizend jaar onbekend blijft aan de rest van het Melkwegstelsel.
- -5500: De Rimma Handelsroute begint te ontstaan.
- -5000: Great Hyperspacewar. Gav en Jori Daragon leiden de Sith Lords per ongeluk naar de republiek. De Sith vallen onder leiding van Naga Sadow de Republiek aan, maar worden teruggeslagen en op de terugtocht ook nog aangevallen door de Sadows rivaal Ludo Kressh. Het Rijk van de Sith wordt vernietigd, maar Naga Sadow ontkomt en vlucht naar Yavin 4. 
De planeet Tatooine wordt waarschijnlijk rond deze tijd door de Republiek ontdekt.
- -4400: De Jedi Freedon Nadd leert van Naga Sadow, die zichzelf eeuwenlang in leven heeft gehouden, over de Duistere Kant. Hij regeert als Sith Lord over Onderon.
- -4250: Het Derde Grote Schisma: het Vultar Cataclysme.
- -4019: De Vier Grote Jedimeesters bouwen de Jedi Tempel op Corcuscant in zijn huidige vorm.
- -3998: Freedon Nadds tombe wordt door de Jedi verwijderd van Onderon. De inwoners van het Keizerin Teta-stelsel beginnen Sith-magie te beoefenen. De tweeling Satal en Aleema Keto worden gecorrumpeerd door de Sith Iore en Freedon Nadds geest.
- -3997: De twee duistere dienaren doen een couppoging in het Teta-stelsel en de Republiek stuurt een oorlogsmacht en Jedi om de vrede te herstellen. Exar Kun wordt door Freedon Nadds geest naar de Duistere Kant gelokt. De Jedi vergaderen op Ossus over de Duistere Kant, maar Satal en Aleema vallen hen aan. Arca Jeth, de meester van Ulic Qel-Droma wordt gedood. Na het vernietigen van Nadds geest bouwt Exar Kun op Yavin 4 samen met Ulic Qel-Droma, die zijn Sith leerling geworden is, bases op.
- -3996: Great Sithwar. Hoogtepunt tussen het conflict tussen de Jedi en de Sith. De laatsten staan onder leiding van Exar Kun, maar worden dankzij het overlopen van Qel-Droma verslagen.
- -3986: Ulic Qel-Droma wordt gedood.
- -3983: De Mandalorians beginnen werelden in de Buitenring te veroveren. De Jedi mogen zich er van de Jediraad voorlopig niet in betrekken.
- -3963 tot -3960: De Mandalorian Wars. De Mandalorians vallen de Republiek aan. De Jedi Revan en Malak staan aan het hoofd van de verdediging. Revan probeert zichzelf van de Kracht los te maken na alle leed uit de oorlog, waarop de Raad hem verbant. Daarna verdwijnen ze, en worden Sith Lords. Ze noemen zich Darth Revan en Darth Malak. De titel Darth is sindsdien vaak door de Sith gebruikt.
- -3959 tot -3956: Jedi Burgeroorlog. Revan en Malak vallen de Republiek aan, maar worden verslagen. Malak sterft, en Revan keert zich van de Sith af. Om de dreiging van "de ware Sith" te vernietigen verdwijnt hij een jaar later in de Onbekende Regionen.
- -3951: De Jedi-Banneling, een oude vriendin van Revan, wordt ontdekt door Darth Traya, die probeert de Kracht te vernietigen. Veel Jedi worden gedood door de Sith, maar Revan doodt hun triumviraat, bestaande uit Darth Traya, Darth Nihilus en Darth Sion. De Orde van Jedi wordt vernieuwd. Einde van de Oude Sith Oorlogen.
- -3900: Naboo wordt gekoloniseerd door kolonisten van Grizmalt.
- -2000: Vierde Grote Schisma: een nieuwe Sith Orde wordt in het leven geroepen. Hiermee beginnen de Nieuwe Sith Oorlogen.
- -1031: In de Slag bij Ruusan worden de Sith uitgeroeid. Darth Bane is de enige overlevende. Hij begint een nieuwe orde, die enkel uit een meester en een leerling zal bestaan. De titel Darth wordt nu een officiële benaming voor de Sith. 
 De Senaat voert de Ruusaanse Reformatie in, om vanaf de Slag bij Ruusan een nieuwe jaartelling te beginnen.

### Tijdperk van de val van de oude Republiek
- -1000: Begin van de Duizend Jaren van Vrede.
- -896: Geboorte van Yoda.
- -596: Geboorte van Jabba de Hutt.
- -350: Oprichting van de Handelsfederatie.
- -200: Geboorte van Chewbacca.
- -102: Geboorte van Graaf Dooku.
- -92: Geboorte van Qui-Gon Jinn.
- -82: Geboorte van Palpatine. Darth Plagueis neemt hem als zijn leerling Darth Sidious.
- -72: Geboorte van Mace Windu, en van Shmi Skywalker.
- -69: Geboorte van Bail Organa.
- -66: Geboorte van Jango Fett.
- -64: Geboorte van Wilhuff Tarkin.
- -57: Geboorte van Obi-Wan Kenobi.
- -54: Geboorte van Darth Maul, die als kind al door Darth Sidious meegenomen wordt.
- -52: Palpatine wordt Senator van Naboo.
Geboorte van Zam Wesell.
- -50 - -18: De Republiek wordt het slachtoffer van haar eigen succes: er komen steeds meer bureaucraten, wat de regering logger maakt. De senatoren werden steeds corrupter, en dachten niet meer aan het algemeen belang.
- -50: Geboorte van Jar Jar Binks.
- -46: Geboorte van Padmé Amidala.
- -44: De Stark Hyperruimte-Oorlog vindt plaats. 
Obi-Wan Kenobi wordt de Padawan van Qui-Gon Jinn.
- -42: Geboorte van Firmus Piett.
- -41: Geboorte van Anakin Skywalker.
- -40: Finis Valorum wordt gekozen tot Kanselier van de Republiek.
- -39: Shmi en Anakin worden slaven van Gardulla de Hutt, die hen spoedig alweer vergokt aan de schroothandelaar Watto.
- -35: De Grote Resynchronisatie; er wordt meer harmonie tussen de diverse Galactische kalenders aangebracht, met opnieuw een nieuwe jaartelling.
- -34: Vernietiging van de Mandalorians. Jango Fett is de enige overlevende.
- -32: Star Wars: Episode I: The Phantom Menace. De slag om Naboo vindt plaats, waarbij de Handelsfederatie het onderspit delft. De Sith blijken ook teruggekeerd, maar Darth Maul wordt wel meteen verslagen. 
 Dooku verlaat de Jedi Orde na de dood van Qui-Gon Jinn. 
Bail Organa wordt tot senator van Alderaan verkozen.
Er wordt in het geheim een klonenleger gebouwd op Kamino, in opdracht van de Jedi Meester Sifo-Dyas. Jango Fett, die zijn DNA ervoor afstaat wil naast het overeengekomen bedrag ook nog een onbewerkte kloon voor zichzelf, die hij opvoedt als zijn zoon Boba.
- -31: Geboorte van Kendal Ozzel.
- -29: Obi-Wan Kenobi en zijn leerling Anakin Skywalker worden naar de legendarische planeet Zonama Sekot gestuurd, waar levende, plantaardige schepen gemaakt worden, en waar een andere Jedi verdwenen is. De planeet werd eerder aangevallen door verkenners van de Yuuzahn Vong, en de verdwenen Jedi Vergere ging met hen mee. Nadat Wilhuff Tarkin de planeet aanvalt "vlucht" de levende planeet. 
 Raith Sienar laat een eerste idee van de Death Star zien aan Tarkin.
Geboorte van Han Solo.
- -24: Dooku roept op tot afscheiding van de corrupte Republiek en een nieuwe bond te vormen. Steeds meer planeten verlaten hierop de Republiek. Dooku werpt zich op als leider van de separatisten, en legt de belangrijkste handelsorganisaties het idee voor van de Confederatie van Onafhankelijke Stelsels.
- -22: Star Wars: Episode II: Attack of the Clones. Al jarenlang scheiden allerlei planeten zich af van de Galactische Republiek. Onder leiding van de Handelsfederatie en diverse andere belangrijke bedrijven richten de separatisten de Confederatie van Onafhankelijke Stelsels op, met Graaf Dooku aan het hoofd, en begint de Klonenoorlog. Grootkanselier Palpatines macht wordt vergroot. Anakin en Padmé trouwen in het geheim.
Shmi Skywalker sterft onder de handen van Tusken Raiders wat Anakin dicht bij de Duistere Kant brengt.
- -22 tot -19: Kloonoorlogen. Veel Jedi twijfelen aan hun idealen, en de Jedi-Raad begint Palpatine te wantrouwen.
De Duistere Jedi Asajj Ventress bevecht de Jedi maar wordt verslagen. Ook de praktisch onverslaanbare Durge vecht tegen de Republiek, maar hij betaalt dit met de dood.
- -19: Star Wars: Episode III: Revenge of the Sith. Na drie jaar oorlog overvalt de Confederatie Coruscant, en gijzelt Palpatine. Bij de reddingsactie door Obi-Wan Kenobi en Anakin Skywalker wordt Dooku gedood. Met de dood van de droidgeneraal Generaal Grievous is de overwinning van de Republiek een feit. De leiders van de Confederatie worden echter lafhartig vermoord.
Palpatine werd al steeds meer gewantrouwd door de Jedi, en komt er openlijk voor uit de Sith Darth Sidious te zijn. Hij grijpt de macht en roept zichzelf uit tot Keizer, met Anakin als zijn leerling Darth Vader. Het komt tot een enorm conflict. Anakins vrouw Padmé Amidala sterft, maar Obi-Wan redt haar twee kinderen Luke Skywalker en Leia Organa. 
De constructie van de Death Star begint.
Enige weken na het duel met Obi-Wan op Mustafar treedt Darth Vader in het openbaar, maar zijn identiteit als Anakin Skywalker blijft geheim. Velen denken dat hij een leerling van Dooku was, en vermoeden dat hij een Sith Lord is.
Een handvol Jedi die Bevel 66 overleefden verzetten zich, maar Vader vermoordt hen.
De Wookiees worden slaven gemaakt (onder het voorwendsel van een sanctie voor hun hulp aan de Jedi).
- -18: Begin van georganiseerd verzet tegen het Keizerrijk.
- -17: Geboorte van Mara Jade.
- -15: C-3PO en R2-D2 beleven vele avonturen.
- -13: Firmus Piett wordt luitenant.
- -11: de vernietiging van de Confederatie van Onafhankelijke Stelsels. bij de slag wordt Gizor Dellso gedood.
- -5: Han Solo, leerzaam aan de militaire academie redt Chewbacca, die vanwege deze levensschuld zijn onafscheidelijke metgezel wordt. Han wordt uit de Keizerlijke Marine gezet.
- -3: Diverse bewegingen tegen het Keizerrijk beginnen hun acties te verhevigen.
- -2: De officiële oprichting van het Rebellenverbond (of eigenlijk: "the Alliance to Restore the Republic") waarvan de senatoren Bail Organa, Garm Bel Iblis en Mon Mothma de voornaamste leiders zijn. Ook Galen Marek speelt hierin een belangrijke rol. De ex-leerling van Darth Vader bracht deze senatoren bijeen samen met General Kota.
- -1: Bail Organa trekt zich terug uit de Senaat. Pleegdochter Leia Organa zal zijn termijn afmaken tot er nieuwe verkiezingen zijn. 
Met Operatie Skyhook behalen de Rebellen hun eerste grote succes. De plannen van de Death Star worden gestolen.

### Tijdperk van Rebellie
- 0: Star Wars: Episode IV: A New Hope. De senaat wordt ontbonden als prinses Leia, die senator is, een der rebellen blijkt. Het rebellenverbond behaalt desondanks haar eerste overwinning op het Keizerrijk. In de Slag om Yavin wordt de "Death Star" vernietigd.

## Na de Slag om Yavin

### Tijdperk van Rebellie (vervolg)
- 1: De Super Star Destroyer Executor wordt gelanceerd onder commando van kapitein Kendal Ozzel. Het schip moet de rebellenbasis vernietigen. Een fout van admiraal Griff geeft de Rebellen echter de kans te ontvluchten. Ozzel wordt gepromoveerd tot Admiraal en Piett tot kapitein. 
Bakura wordt ingelijfd door het Keizerrijk.
- 2: Terwijl Darth Vader een voor een kleine rebellenbases opspoort ontdekt hij dat Luke Skywalker de piloot was die de Death Star vernietigde.
- 3: Star Wars: Episode V: The Empire Strikes Back. De rebellen worden van de planeet Hoth verdreven, en Luke gaat in de leer bij meester Yoda op Dagobah. Piett wordt admiraal nadat Vader de incompetente Ozzel gedood heeft. Han Solo wordt ingevroren in carboniet en door Boba Fett naar Jabba de Hutt gebracht. Lando Calrissian sluit zich aan bij de Rebellen.
Bothaanse spionnen ontdekken dat de tweede Death Star in aanbouw is en spelen de locatie door aan de Rebellen.
Darth Vader vertelt Luke, nadat hij Luke's hand eraf heeft gehakt, dat hij zijn vader is.
Luke krijgt een kunsthand om zijn afgehakte hand te vervangen.
Luke maakt een nieuw lichtzwaard.
De leider van de Zwarte Zon, prins Xizor wordt door Vader gedood, waarop zijn criminele imperium ten onder gaat.
- 4: Star Wars: Episode VI: Return of the Jedi. Na Han Solo gered te hebben van Jabba de Hutt, vernietigen de rebellen de tweede "Death Star". De keizer wordt ook gedood, en Darth Vader keert zich alvorens te sterven van de Duistere Kant af. Hij vervult de voorspelling die meer dan 20000 jaar eerder was gedaan. Piett sterft ook in de slag. Na deze overwinning onder leiding van Admiraal Ackbar wordt het Rebellenverbond het Verbond van Vrije Planeten.
Luke verelt Leia dat zij zijn tweelingzus is, nadat Luke het van Obi-wan heeft gehoord.
Het Verbond en het Keizerrijk werken samen om de Ssi-Ruuk indringers van Bakura te verdrijven. Bakura sluit zich hierop aan bij het Verbond.
Een maand na de slag om Endor wordt de Nieuwe Republiek uitgeroepen.
Sate Pestage, Groot-Vizier van Palpatine neemt de leiding van het Keizerrijk over.

### Tijdperk van de Nieuwe Republiek
- 5: Mon Mothma wordt staatshoofd van de Nieuwe Republiek. Veel planeten scheiden zich af van het Keizerrijk om zich bij de Nieuwe Republiek te voegen. Ook de planeet Bakura.
Ysanne Isard roept zichzelf uit tot keizerin in oppositie tot Pestage.
- 6: Slag om Coruscant. De vroegere hoofdstad van de Oude Republiek en het Keizerrijk wordt veroverd door de Nieuwe Republiek.
- 7: Isard laat een kunstmatig virus los op Coruscant, waarop de Republiek de genezende bacta veilig moet stellen. Isard vervalst haar dood en verdwijnt.
- 8: Leia Organa en Han Solo trouwen.
- 9: Thrawn, de laatste grootadmiraal van het Keizerrijk, brengt het Keizerrijk weer bijeen, wat zorgt voor een enorme dreiging voor de Republiek. Kort daarop wordt hij echter vermoord. 
Geboorte van Jacen en Jaina Solo, kinderen van Han en Leia.
- 10: Het Keizerrijk leeft zeer sterk op, en vooral omdat Palpatine terugkeerde door zijn geest in diverse klonen te plaatsen.
- 11: Uiteindelijk wordt Palpatine toch verslagen en herbegint de burgeroorlog in het Keizerrijk. Heroprichting van de Jedi-orde. Jedi-meester Luke Skywalker begint de Jedi-academie.
- 12: Durga de Hutt, de nieuwe leider van de Zwarte Zon laat de Darksaber bouwen, gebaseerd op de Death Star, maar het doemwapen is slecht gebouwd en gaat daardoor ten onder. Generaal Crix Madine wordt echter vlak daarvoor door Durga vermoord.
Onder leiding van de vrouwelijke admiraal Daala wordt het Keizerrijk herenigd, maar de strijd is geen succes. Haar opvolger Pellaeon, de vroegere admiraal van Thrawn, houdt nog maar weinig sterke strijdkrachten over voor de oorlog.
- 13: Daala en Pellaeon weten zoveel delen van het Keizerrijk weer samen te voegen dat het weer een groot deel van het Melkwegstelsel onder controle heeft.
- 14: Het Keizerrijk Herboren, een beweging onder leiding van Hethrir en de Dark Jedi Desann, probeert de Duistere Kant-krijgers van het Keizerrijk te herstellen. Ze worden echter verslagen. De oorlog tussen de Nieuwe Repbuliek en de Keizerrijksrestanten wordt een Koude Oorlog.
- 16-17: De Zwarte-Vlootcrisis; de Zwarte Vloot van het Keizerrijk was al veel eerder gekaapt, maar wordt nu een gevaar. Uiteindelijk won de Republiek toch.
- 17: Een vervelend schandaal dwingt Leia Organa tijdelijk tot aftreden als staatshoofd.
- 18: Het Corelliaans Oproer.
- 19: Officieel vredesverdrag tussen het Keizerrijk en de Nieuwe Republiek.
- 23: Oproerbeweging die zich het Tweede Keizerrijk noemt. Borsk Fey'lya wordt staatshoofd van de Nieuwe Republiek.
- 24: Oproer van het Diversiteitsverbond

### Tijdperk van de Nieuwe Jedi Orde
- 25: De Yuuzahn Vong, wezens uit een ander melkwegstelsel, vallen het melkwegstelsel binnen en veroveren enorme gebieden.
- 27: De krijgsheer van de Yuuzahn Vong eist de hoofden van de Jedi, die daarop geëvacueerd worden. Het eerste kind van Luke Skywalker en Mara Jade wordt geboren. De val van Coruscant. Anakin Solo, zoon van Han Solo en Leia Organa sneuvelt. Luke en Mara gaan op zoek naar de legendarische planeet Zonama Sekot, omdat alleen Sekotaanse schepen waarschijnlijk nog de redding kunnen zijn.
- 28: De Nieuwe Republiek wordt herdoopt tot de Galactische Federatie van Vrije Allianties.
- 30: Zonama Sekot blijkt de oorspronkelijke thuiswereld van de Yuuzahn Vong, en zorgt dan ook voor het einde van de oorlog. 365 biljoen doden zijn er in totaal gevallen.
- 34: Star Wars: Episode VII: The Force Awakens & Star Wars: Episode VIII: The Last Jedi
- 35: Star Wars: Episode IX: The Rise Of Skywalker
- 35 en 36: De schade wordt langzaam weer hersteld. In R2-D2's geheugen ontdekt Luke opnames waarop te zien is wie zijn ouders waren, en hoe Anakin tot de Duistere Kant kwam.

### Erfenis-Tijdperk
- 40: Er escaleert een burgeroorlog tussen de Galactische Alliantie en Corellia. Lumiya verschijnt na twintig jaar weer, noemt zichzelf een Sith en neemt niemand minder dan Jacen Solo als haar leerling.
- 127 - 130: De restanten van het Keizerrijk krijgen steun van een nieuwe Sith-Orde, onder leiding van Darth Krayt. Hierop volgt een grootschalige oorlog.
- 130: De Yuuzahn Vong helpen de Galactische Alliantie met het leefbaar maken van de planeten die ze een eeuw geleden verwoest hebben, maar de Sith saboteren het. Het Keizerrijk, onder leiding van keizer Roan Fel, verklaart de Alliantie de oorlog. Roan Fel wordt bijgestaan door Keizerlijke Ridders, hoewel niet volledig duister toch tegenstanders van de Jedi.
- 133: Het Keizerrijk triomfeert en annexeert de domeinen van de Alliantie. De Jedi zijn opnieuw bijna volledig uitgeroeid. Plotseling keren de Sith zich tegen keizer Fel en zijn ridders, en roept Darth Krayt zich uit tot de nieuwe keizer.
- 137: Cade Skywalker wordt als Jedi getraind, maar verlaat de orde en wordt premiejager. Maar dan ontdekt hij zijn ware lotsbestemming als Jedi.